# Centro de Informações sobre o Petróleo e Gás Natural do Estado do Rio de Janeiro
O Centro de Informações sobre o Petróleo e Gás Natural do Estado do Rio de Janeiro — CIPEG. é um órgão do governo fluminense resposável pelo banco de dados espacial, contendo informações tabulares relativas ao valor de referência e produção de petróleo e gás natural, tipo de óleo, etc. Neste banco são contempladas informações espaciais que são essenciais para o cálculo da distribuição entre estados e municípios.
Além do banco de dados, são desenvolvidas pelo centro, análises sobre potencialidades no incremento da arrecadação dos royalties, bem como ameaças criadas pelos estados vizinhos e por proposições legais no Poder Legislativo que alteram a forma de distribuição desta participação governamental.